# Thomas Brady
Thomas Brady, irski general, * 1752, † 1827.
Služil je pod Avstrijci in postal guverner Dalmacije.